# Ісмаїл Мунтасір
Ісмаїл (помер 1005) — останній саманідський правитель Мавераннахру та східного Ірану, син Нуха II.

## Життєпис
Після поразки брата Абд аль-Малика II від Караханідів, Ісмаїл спробував відновити залишки володінь династії. Він зібрав у Хорезмі вояків і напав на Бухару, де залишалася лише невелика залога, оскільки Караханіди перенесли столицю до Самарканду. Не зумівши закріпитися в Бухарі, він вирішив повернутися до Нішапуру, але той було захоплено Махмудом Газневі. Останній у 1001 році розділив з Караханідами Саманідську держави по річці Амудар'я. Дізнавшись про це, емір не став спокушати долю і вирушив з військом до Рею, але місцеві мешканці відмовилися його туди пустити. 
У 1003 році отримав допомогу від огузів. Проте у битві під Самаркандом зазнав нищівної поразки. Вибравши декількох найбільш вірних людей, він кинув свій загін і переправився через Амудар'ю. Але жодне місто тут не відкрило йому брами й не впустило. Поступово за ним стали полювати Газневіди та Караханіди. Зрештою 1005 року його вбили кочівники.